# Nati nel 1444
| Questa pagina contiene informazioni ricavate automaticamente dalle voci biografiche con l'ausilio del template Bio e di un bot. L'aggiornamento è periodico e automatico e ricostruisce completamente la pagina. Se manca una persona in questa lista, sei pregato di non aggiungerla, ma accertati piuttosto che la sua voce biografica contenga il template Bio e che i dati anagrafici siano correttamente compilati. Se il template Bio manca, inseriscilo tu stesso o, in alternativa, metti l'avviso {{tmp\|Bio}} che ne segnala la mancanza. Se i dati riportati sono sbagliati, correggi direttamente la voce biografica; le modifiche saranno visibili in questa lista entro pochi giorni. Per chiarimenti vedi il progetto biografie. La lista contiene solo le 32 persone che sono citate nell'enciclopedia e per le quali è stato implementato correttamente il template Bio. Pagina aggiornata al 18 ago 2025. |

- 7 gennaio - Pandolfo Collenuccio, umanista, storico e poeta italiano († 1504)
- 28 gennaio - Francesco de' Pazzi, banchiere e politico italiano († 1478)
- 24 febbraio - Felino Sandeo, giurista e vescovo cattolico italiano († 1503)
- 15 marzo - Francesco Gonzaga, cardinale e vescovo cattolico italiano († 1483)
- 3 aprile - Barbara Manfredi, nobile († 1466)
- 22 aprile - Elisabetta di York, principessa inglese († 1503)
- 14 giugno - Nīlakaṇṭha Somayāji, matematico e astronomo indiano († 1544)
- 28 giugno - Carlotta di Cipro, principessa († 1487)
- 6 agosto - Niccolò Ridolfi, politico italiano († 1497)
- 25 novembre - Pietro Dolfin, abate, umanista e teologo italiano († 1525)
- Jacopo Antiquari, umanista italiano († 1512)
- Albertino da Busto, religioso e educatore italiano († 1519)
- Eustochio Bellini, religiosa italiana († 1469)
- Bramante, architetto e pittore italiano († 1514)
- Santo Brasca, diplomatico e viaggiatore italiano († 1522)
- Antonio De Ferraris, medico, filosofo e astronomo italiano († 1517)
- Lancellotto Decio, giurista italiano († 1500)
- Gastone di Foix-Navarra, nobile († 1470)
- Domenico Giacobazzi, cardinale e vescovo cattolico italiano († 1527)
- Giovanni di Stefano, scultore e pittore italiano
- Diego Hurtado de Mendoza y Quiñones, cardinale e patriarca cattolico spagnolo († 1502)
- Giovanna Malatesta, nobildonna italiana († 1511)
- Lucio Marineo Siculo, umanista, storico e poeta italiano († 1533)
- Luis Mercader Escolano, diplomatico, vescovo cattolico e monaco cristiano spagnolo († 1516)
- Muhammad XIII di Granada, sultano
- Mōri Toyomoto, militare giapponese († 1476)
- Giovanna di Nassau-Dillenburg, nobile tedesca († 1468)
- Ferdinando Ponzetti, cardinale e vescovo cattolico italiano († 1527)
- Bartolomeo Senarega, diplomatico e storico italiano († 1514)
- Galeazzo Maria Sforza, italiano († 1476)
- Timoteo da Monticchio, presbitero italiano († 1504)
- John Woodville, nobile inglese († 1469)